# Richard Spruce
Richard Spruce (Ganthorpe, Yorkshire, 10 de setembro de 1817 — Castle Howard, Yorkshire, 28 de dezembro de 1893) foi um médico e naturalista britânico.
Nasceu em Ganthorpe, uma pequena aldeia perto do parque e da mansão do Castelo Howard, em Yorkshire. Ele viveu por alguns anos em Welburn, ao sul, antes de ir à América do Sul. Após seu retorno, ele passou os últimos 17 anos de sua vida nas proximidades Coneysthorpe. 
Spruce foi um dos grandes exploradores da Inglaterra vitoriana, gastou cerca de 15 anos a explorar a Amazônia, descendo o rio dos Andes até à foz. As plantas e os objetos recolhidos, a maioria no Brasil, estão hoje no Royal Botanic Gardens - Kew em Londres e no Trinity College de Dublin. 
Uma viagem de coleta nos Pirenéus em 1845-46, e a viagem ao Amazonas em 1849, foram os seus principais trabalhos. Nessa última acompanhou Alfred Russel Wallace e Henry Walter Bates e reuniu mais de 30 000 espécimes vegetais da Amazônia e dos Andes, entre as espécies novas descritas e classificadas por ele estava a Banisteria caapi da família das Malpighiaceae.
Quanto a essa espécie, não só procedeu a sua descrição botânica como também sua utilização ritual (Dabocuri) pelos índios do Rio Uapés segundo ele os nomes indígenas dessa espécie são Caapi no Brasil e Venezuela, Canadá entre os índios Tukano do Uapés e Aia-huasca (isso é cipó do homem morto) no Equador. (Spruce, 1852, apud:Hoene) 
Em 1864, Spruce foi premiado com o título de PhD pela Germanicae Academiae Naturae Curiosum e em 1866 foi eleito membro da Royal Geographical Society.

## Publicações selecionadas
- Spruce, Richard (1841). "Three Days on the Yorkshire Moors." Phytologist (i): 101-104.
- Spruce, Richard (1842). "List of Mosses, etc., Collected in Wharfdale, Yorkshire." Phytologist (i): 197-198.
- Spruce, Richard (1842). "Mosses Near Castle Howard." Phytologist (i): 198.
- Spruce, Richard (1844). "The Musci and Hepaticae of Teesdale". Annals of Natural History. 13 (83): 84,
- Spruce, Richard (1845). "A List of Musci and Hepaticae of Yorkshire." Phytologist (ii): 147-157.
- Spruce, Richard (1845). "On Several Mosses New to British Flora." Hooker's London Journal of Botany (iv): 345-347, 535.
- Spruce, Richard (1846). "Notes on the Botany of the Pyrenees." Transactions of the Botanical Society of Edinburgh (iii): 103-216.
- Spruce, Richard (1850). "Mr Spruce's Voyage to Para." Hooker's Journal of Botany  (li): 344-347.
- Spruce, Richard (1850). "Botanical Excursion on the Amazon." Hooker's Journal of Botany (li): 65-70.
- Spruce, Richard (1850). "Voyage Up the Amazon River." Hooker's Journal of Botany (li): 173-178.
- Spruce, Richard (1850). "Journal of an Excursion from Santarem, on the Amazon River, to Obidos and the Rio Trombetas." Hooker's Journal of Botany (li).
- Spruce, Richard (1908). Notes of a Botanist on the Amazon & Andes Vol. I-II. Edited by Alfred Russel Wallace. London:Macmillan. dx.doi.org/10.5962/bhl.title.17908.